# Trichogramma yabui
Trichogramma yabui is een vliesvleugelig insect uit de familie Trichogrammatidae. De wetenschappelijke naam is voor het eerst geldig gepubliceerd in 2006 door Honda & Taylor.